# Brian Houston

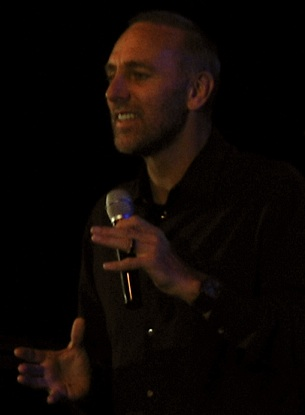
Brian Houston (2008)

Brian Houston (Auckland, 17 februari 1954) is oprichter en voormalig voorganger van het kerkgenootschap Hillsong. Onder zijn leiding groeide de kerk in het Australische Sydney uit tot een megakerk met lokale afdelingen in meer dan twintig landen waarvan er vele ook als megakerk zijn aan te merken. Ook was hij voorzitter van de “Australian Christian Churches”, de grootste pinkstergemeente van Australië van 1997 tot 2009. Een van zijn zoons is zanger Joel Houston, die ook actief is in de Hillsong-kerk. Zoon Ben Houston is wereldwijd online-pastor van Hillsong en oprichter van Hillsong California. In 2022 legde Brian Houston het voorgangerschap neer na een reeks van schandalen in zijn kerk, seksueel grensoverschrijdend gedrag en een aanklacht wegens het niet melden van kindermisbruik door zijn vader decennia daarvoor.

## Biografie
Toen Houston werd geboren waren zijn ouders lid van het Leger des Heils. Later sloten zijn ouders zich aan bij “Assemblies of God” in Nieuw-Zeeland en hadden ze de leiding over een kerk in Lower Hutt bij Wellington. Houston studeerde drie jaar aan een Bijbelschool waar hij zijn latere vrouw Bobbie leerde kennen.
Nadat Houston in 1978 naar Sydney verhuisde, werd hij assistent-voorganger in het “Sydney Christian Life Centre” in Darlinghurst waar zijn vader voorganger was. In 1980 begon hij een kerk in de regio Central Coast, noordelijk van Sydney, en in 1981 blies hij een kerk nieuw leven in, in Liverpool. In 1983 voelde Houston volgens eigen zeggen dat hij nodig was in de noordwestelijke voorsteden van Sydney. Hij huurde een zaal van de “Baulkham Hills Public School” om daar een nieuwe kerk te beginnen: de Hills Christian Life Centre. De eerste dienst van deze nieuwe kerk was op zondag 14 augustus 1983 en trok ongeveer 45 bezoekers. In de jaren daarna zou de kerk uitgroeien tot een megakerk met 21.000 leden in 2010 en nevenvestigingen in Europa, New York en Zuid-Afrika. De van de organisatie werd Hillsong Church.
In mei 1997 werd Houston verkozen tot voorzitter van Assemblies of God in Australië, later Australian Christian Churches genaamd. Hij was spreker op christelijke conferenties over de hele wereld. Houston hielp in februari 2000 bij de oprichting van de “Australian Christian Churches network of Pentecostal churches”, een Australisch netwerk van pinkstergemeentes. In 2009 werd hij als voorzitter van de Australian Christian Churches opgevolgd door Wayne Alcorn, die tot voorzitter was verkozen.
In Nederland was Houston in 2008 en 2009 te zien op Hillsong TV dat op zondagochtend werd uitgezonden door CNBC Europe.

## Schandalen, aanklacht, einde voorgangerschap Hillsong
In oktober 2021 werd Brian Houston in Australië aangeklaagd voor het tussen 2000 en 2004 niet aan de politie melden van seksueel misbruik van kinderen door zijn vader, de evangelist Frank Houston (1922-2004), in de jaren 1970. Hij bracht daar tegenin dat de slachtoffers die, toen hij er in 2000 van hoorde, inmiddels volwassen waren geen aangifte wensten te doen. Wel verbood hij in zijn rol als voorzitter van Assemblies of God in Australië zijn vader nog te preken of zonder toezicht met kinderen om te gaan. In 2013 bleek Brian Houston een posttraumatische stressstoornis en een burn-out te hebben ontwikkeld en legde hij zijn taken tijdelijk neer.
Sinds 2020 waren er meldingen over voorgangers van lokale Hillsong-afdelingen in de Verenigde Staten die op verschillende wijze over de schreef waren gegaan (overspel, machtsmisbruik, zelfverrijking, het creëren van een angstcultuur, en het voortrekken beroemde kerkleden) en daarom werden ontslagen. Ook kwamen er in 2021 berichten naar buiten over seksueel grensoverschrijdend gedrag door kerkleden met leidinggevende posities dat door het leiderschapsteam niet serieus zou zijn genomen.
In aanloop naar de rechtszaak legde Houston in 2021 zijn taak als voorzitter en lid van Hillsongs leiderschapsraad neer. Op 30 januari 2022 trad hij voor de duur van 12 maanden terug als voorganger, na overleg met de leiderschapsraad van Hillsong omdat dit beter voor hem en de kerk zou zijn en hij zich vol op de juridische verdediging kan richten. Ook zijn emotionele gesteldheid rondom de aanklacht speelde daarbij een rol. Op 18 maart 2022 kwam na een intern onderzoek naar buiten dat er in de voorgaande tien jaar twee klachten van vrouwen over Brian Houston waren geweest over serieus grensoverschrijdend gedrag. Houston nam hierop op 23 maart definitief 2022 ontslag bij Hillsong. in augustus 2023 werd Brian Houston vrijgesproken van het verbergen van seksueel misbruik door zijn vader.
In het najaar van 2024 lanceerde Houston een nieuwe online kerk genaamd JesusFollowers.TV.

### Boeken die niet meer worden uitgegeven
- Get A Life (1996)
- You Can Change The Future
- And You Need More Money (1999)